# Långsjön (Njurunda socken, Medelpad)
Långsjön är en sjö i Sundsvalls kommun i Medelpad och ingår i Ljungans huvudavrinningsområde. Sjön är 26,5 meter djup, har en yta på 0,664 kvadratkilometer och befinner sig 46,3 meter över havet.

## Delavrinningsområde
Långsjön ingår i det delavrinningsområde (690691-157456) som SMHI kallar för Utloppet av Kivan. Medelhöjden är 93 meter över havet och ytan är 14,8 kvadratkilometer. Det finns inga avrinningsområden uppströms utan avrinningsområdet är högsta punkten. Vattendraget som avvattnar avrinningsområdet har biflödesordning 3, vilket innebär att vattnet flödar genom totalt 3 vattendrag innan det når havet efter 17 kilometer. Avrinningsområdet består mestadels av skog (73 procent). Avrinningsområdet har 1,14 kvadratkilometer vattenytor vilket ger det en sjöprocent på 7,7 procent.